# 齋藤綾乃
齋藤 綾乃（さいとう あやの、1985年1月22日 - ）は、日本の女優、タレント、モデル。宮城県出身。俳優倶楽部サイアン（サイアン・インターナショナル）所属。
大学在学中からモデルとして活動し、大学卒業後上京。女優、モデルとして活動を始める。
ビジネスフラッシュ2nd stage〜企業が輝くとき〜（2015年2月- チバテレビ）にレギュラー出演、現地リポート・エンディングコーナー担当。

## 出演作品

### テレビドラマ
- ろくでなしブルース第10話（2011年9月　日本テレビ） - 妊婦
- 鉄道警察官・清村公三郎8　江ノ島・鎌倉　追憶の殺人（2011年2月　テレビ東京） - 引ったくり犯
- 黒い報告書（2012年6月・12月・2013年7月　BSジャパン） - 編集部員・宮坂
- まっしろ（2015年1-3月　TBS） - 病院受付
- 手裏剣戦隊ニンニンジャー（2015年7月　テレビ朝日） - 魔法をかけられるカップル

方言指導
- あまちゃん（2013年6月〜9月　NHK）13週〜23週と25週
- まっしろ（2015年1月-3月　TBS）
- ひよっこ（2017年　NHK）南部弁指導

### CM
- 宅配寿司 銀のさら Experiment篇（2008年）
- 福井銀行（2014年-2015年）
- Panasonicマッサージチェア リアルプロCM（2015年）アシスタント
- ニコニコ生放送「＃クリスマスは年賀状書くから忙しい」 WEBCM（2016年） - デコトラの女
- 東邦ガス「club TOHOGAS 」CM（2017年） - お母さん

### 映画
- パレード（2010年2月公開）
- Kasumi（2012年3月公開）
- 覇王（2016年7月公開） - 鷲尾忍

### Vシネマ
- ウーマンハンティング 美女狩り（2011年） - 三沢裕子
- 制覇 シリーズ（2015年）- 真由美 ※レギュラー出演
- 極道黙示録（2017年） - 月岡優里
- 仁義のはらわた（2016年） - スナックのママ

### テレビ番組
- しゃべくり007（2009年3月 日本テレビ）コーナー出演
- 働き方新発見！新鮮直送ホルモン焼肉で独立（2014年　大人の趣味と生活向上◆アクトオンTV）メインMC
- 有吉ゼミ（2015年11月 日本テレビ）再現VTR出演
- 総合診療医ドクターG（2016年9月 NHK）再現VTR出演
- ビジネスフラッシュ2nd stage〜企業が輝くとき〜（2015年2月-2017年12月 チバテレビ）レギュラー出演、エンディングコーナー担当

### DVD
- デジタル一眼で感動写真！女子カメラ術　VOL1・2（2012年リリース）- メインキャラクター

### モデル
- 福井銀行 パンフレットメインスチールモデル（2014年）
- FOLK株式会社創立 110 周年記念イベント新作発表会 ショーモデル（2013年）
- 総合美容ポータルサイト Beauty Park BP ガールズ （2013年1月〜3月）
- 渋谷コレクションショーモデル（2008年6月・9月）
- 東京Walker スチールモデル

### 舞台
- 冬のひまわり（2009/12　心日庵アトリエ公演　シアターシャイン）
- ちはやぶる神の国〜異聞・本能寺の変〜（2010年6月　演劇集団アトリエッジ公演　俳優座劇場） - 侍女：お杏
- 舞町浜・角谷・駅前通り（2010年9月　心日庵+SYMBION本公演　中野ポケット） - 磯野朝子